# 오소연
오소연(1985년 9월 5일 ~ )은 대한민국의 배우이다.

## 출연 작품

### 뮤지컬
- 1996년 《레미제라블》 오리지널 내한공연 - 어린 코제트 역 (예술의전당 오페라극장)
- 2005년 《찰리 브라운》 - 샐리 역 (한양레퍼토리씨어터)
- 2006년 《요덕스토리》 - 예술단원 역 (서울교육문화회관 대극장)
- 2007년 《찰리 브라운》 - 샐리 역 (대학로 굿씨어터)
- 2007년 《빙고》 - 앨리슨 역 (코엑스 아트홀)
- 2008년 《러브 앤 블러드》 - 천이슬 역 (대학로 열린극장)
- 2008년 《오즈의 마법사》 - 도로시 역 (세종문화회관 대극장)
- 2009년 《슈사인보이》 - 민희 역 (대학로 아트홀 마리카 1관)
- 2009년-2010년 《스프링 어웨이크닝》 - 테아 역 (두산아트센터 연강홀)
- 2010년 《피맛골 연가》 - 함이 역 (세종문화회관 대극장)
- 2010년 《엣지스》 - 여자2 역 (대학로 더굿씨어터)
- 2011년 브로드웨이 라이선스 《오즈의 마법사》 - 도로시 역 (유니버설아트센터)
- 2011년 《스트릿 라이프》 - 이세희 역 (타임스퀘어 CGV아트홀)
- 2011년 《스트릿 라이프》 - 이세희 역 (동숭아트센터 동숭홀)
- 2011년-2012년 《넥스트 투 노멀》 - 나탈리 역 (두산아트센터 연강홀)
- 2012년 《파리의 연인》 - 강태영 역 (디큐브아트센터)
- 2012년 《헤어스프레이》 - 트레이시 역 (충무아트홀 대극장)
- 2012년-2013년 《벽을 뚫는 남자》 - 이사벨 역 (이화여자대학교 삼성홀)
- 2013년 《넥스트 투 노멀》 - 나탈리 역 (두산아트센터 연강홀)
- 2013년 《하이스쿨뮤지컬》 - 가브리엘라 역 (블루스퀘어 삼성카드홀)
- 2013년-2014년 《디셈버: 끝나지 않은 노래》 - 이연, 화이 역 (세종문화회관 대극장)
- 2014년 《보니 앤 클라이드》 - 보니 역 (BBC아트센터 BBC홀)
- 2014년 《레베카》 - 나 역 (블루스퀘어 삼성전자홀)
- 2015년 《쓰루 더 도어》 - 샬롯 역 (대학로 유니플렉스 1관)
- 2015년 《인 더 하이츠》 - 바네사 역 (블루스퀘어 삼성카드홀)
- 2015년-2016년 《넥스트 투 노멀》 - 나탈리 역 (두산아트센터 연강홀)
- 2016년 《페스트》 - 타루 역 (LG아트센터)
- 2016년 《인 더 하이츠》(일본 도쿄) - 바네사 역 (분카무라 오챠드홀)
- 2016년 《인 더 하이츠》(일본 요코하마) - 바네사 역 (KAAT 카나가와 예술극장)
- 2016년-2017년 《인 더 하이츠》 - 바네사 역 (예술의전당 CJ토월극장)
- 2017년 《브로드웨이 42번가》 - 페기 소여 역 (디큐브아트센터)
- 2018년 《만덕》 - 소녀 만덕 역 (제주아트센터)
- 2018년 《브로드웨이 42번가》 - 페기 소여 역 (예술의전당 CJ토월극장)
- 2018년 《베르나르다 알바》 - 아델라 역 (우란문화재단 우란2경)

### 연극
- 2015년 《꽃의 비밀》 - 지나 역 (대학로 아트원씨어터 2관)

### 드라마
- 《위대한 이야기 - 이산가족 이야기 (TV조선) / 놓지 말자 정신줄 (tvN)》 (TV조선 & tvN, 2015년)

### 영화
- 《대배우》 (2016년) - 미지 모 역

## 수상 및 후보
| 연도 | 시상식                 | 부문            | 작품 | 결과 |
| ---- | ---------------------- | --------------- | ---- | ---- |
| 2012 | 제18회 한국뮤지컬대상  | 여자배우 조연상 |      | 수상 |
| 2012 | 제6회 대구뮤지컬어워즈 | 올해의 신인상   |      | 수상 |